# John Weir Troy

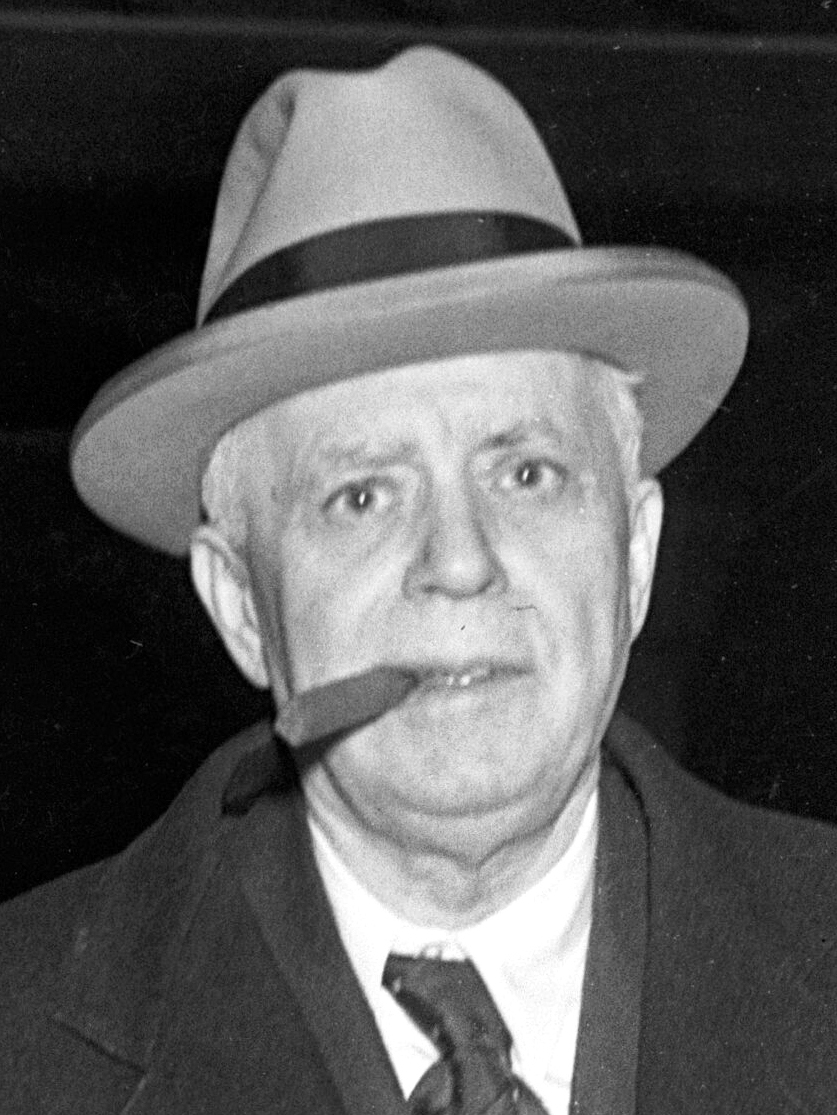
Weir Troy, 1935

John Weir Troy (* 31. Oktober 1868 in Dungeness, Clallam County, Washington; † 2. Mai 1942 in Juneau, Alaska) war ein US-amerikanischer Politiker und von 1933 bis 1939 Gouverneur des Alaska-Territoriums. Er war Mitglied der Demokratischen Partei. Ferner war er ein Delegierter des Alaska-Territoriums zur Democratic National Convention in den Jahren 1924, 1928, 1932, 1936 und 1940.
Troy schlug nach dem Ende seiner Schulausbildung zunächst eine Laufbahn als Journalist ein und arbeitete als Reporter für den Port Townsend Argus, eine seinem Onkel gehörende Zeitung. Später gab er mit dem Port Angeles Weekly Democratic Leader selbst eine Zeitung heraus. Zwischen 1889 und 1897 bekleidete er mehrere öffentliche Ämter im Clallam County, ehe er nach Alaska zog, um von dort für eine Zeitung aus Seattle über den Klondike-Goldrausch zu berichten. Er lebte in Skagway, infizierte sich dort mit Polio und kehrte für einige Zeit zur Behandlung nach Washington zurück. Bei seinem zweiten Aufenthalt in Skagway ließ er sich dort dauerhaft nieder und gab mit dem Skagway Daily Alaskan sowie dem Alaska-Yukon Magazine auch hier zwei Zeitungen heraus. Später trat er als Leiter der Steuerbehörde für Alaska (Collector of Customs) auch in Bundesdienste.
Nach einem erneuten längeren Aufenthalt in seiner Heimat Washington kehrte Troy ein weiteres Mal nach Alaska zurück. In Juneau erwarb er 1913 die Zeitung Daily Alaska Empire von John Franklin Alexander Strong, nachdem dieser Gouverneur des Territoriums geworden war. Später übte er als entschiedener Befürworter von mehr Autonomierechten für das Alaska-Territorium selbst diesen Posten aus. Er legte das Amt 1939 aus gesundheitlichen Gründen nieder und setzte sich in Juneau zur Ruhe.